# Zračna luka Debrecin
Zračna luka Debrecin (IATA: DEB, ICAO: LHDC) je jedna od pet međunarodnih zračnih luka u Mađarskoj. Nalazi se 5 km južno-jugozapadno od Debrecina.